# 于惟谦
观（7世纪—8世纪），字惟谦，以字行，唐朝官员，武则天时期任过尚书省考功员外郎、鸾台符玺郎（688年）、文昌右司郎中、给事中、司宾卿（699年），唐中宗神龙年间（706－707年）拜相，居相位1年又9个月。虽然于惟谦官拜宰相，他拜相前的仕途几无记载，作为宰相，在《旧唐书》《新唐书》中均無設传，甚至未被列入宰相世系表的于氏表。
中宗神龙二年正月戊戌（十八日，706年2月10日），于惟谦在中書侍郎任上被授同中書門下平章事，为实质宰相。次年九月丁酉（初二日，707年10月2日），他罢相改任國子祭酒。关于他的记载到此为止。根據《旧唐书》之记载，于惟谦在罢相前已被封为东海郡公。由相关墓志铭、碑文及志文，可见于惟谦曾任金紫光禄大夫及拜同中书门下三品，但最迟在开元六年（718年）已去世，谥号宪，且其父于士俊生前亦封东海郡公，可能为袭爵（下文详）。

## 文獻記載
唐林宝所著《元和姓纂》记载：“【江陵】状称定国之后，自东海徙焉。唐延州刺史子俊（士俊），生惟谦，兵部侍郎、平章事。生光宰、光弼、光嗣。光宰，都官郎中。侄光伟、光业、光进。”
另据开元六年（718年）所立的《大唐朝议大夫行闻喜县令上柱国临淄县开国男于君请移置唐兴寺碑并序》：“时县令朝议大夫东海于公名光庭，即银青光禄大夫、瀛洲刺史、东海郡公士俊之孙，金紫光禄大夫、中书侍郎、同中书门下三品、东海宪公之第五子也。”
又李素规所撰《武宁令于季文志》：“高祖惟谦，皇朝金紫光禄大夫、行中书侍郎、同中书门下三品、封东海郡开国公。曾祖光嗣，皇太中大夫、泗州刺史。祖棻，皇朝散郎、口州司仓参军。父偁，皇口州录事参军。”于季文卒于元和八年（813年），年五十七，有子纵、约。
又《凉王府功曹于偃志》载：“祖惟谦，金紫光禄大夫、中书侍郎、同中书门下三品。父光寓，银青光禄大夫、陈王傅。”于偃卒天宝九载（750年）。
另有于惟谦之弟于履谦墓志铭出土，记载于氏为“汉丞相于公之后，九代祖禁，魏将军、益寿亭侯。曾祖晟，周壮武将军、南城郡公。祖诠，随长沙郡守、襄城郡公。父士俊，皇朝使持节延州诸军事、延州刺史、上柱国、东海郡公，赠瀛洲刺史。”于履谦以圣历元年（698年）四月遘疾，其月廿七日奄终官舍，春秋五十有三。夫人河东柳氏，长子行蒲州猗氏县丞光业、次子天宫寺僧住禅、第三子吏部常选光祐、第四子右千牛光彦等。
于惟谦之母胡氏墓志（《大唐中大夫守延州刺史上柱国东海郡开国公故夫人胡氏墓志铭并序》）记载：“夫人讳贞范，安定人。……年十有九，迺适于门。……至显庆五年七月廿日（660年8月31日），使君加朝命，封江陵县君。又垂拱二年二月廿一日（686年3月20日），改封安定郡君。……垂拱三年八月十四日薨于神都崇业坊之私第，春秋八十有一。粤以垂拱四年十二月一日（688年12月28日）葬于河南县之北邙山，礼也。长子观，鸾台符玺郎。次子震，同州孝德府右果毅都尉，夭逝。第三子贲，徐州司户参军事。”

## 家族成员

### 先祖
- 九代祖禁，曹魏将军、益寿亭侯。
- 曾祖晟，北周壮武将军、南城郡公。
- 祖父诠，隋朝长沙郡守、襄城郡公。
- 父士俊，唐朝使持节延州诸军事、延州刺史、上柱国、东海郡公，長壽年間逝世，赠瀛州刺史
- 母胡贞范（607年－687年9月25日），封安定郡君

### 兄弟
- 弟震，同州孝德府右果毅都尉，早卒。夫人太原王氏
- 弟贲（646年－698年4月13日），字履谦，歷任徐州司戶參軍事、（服母喪後）劍南道存撫使奏充判官、遊擊將軍行左武威衛左司階，（服父喪後）官至遊騎將軍、守永嘉府右果毅都尉。夫人河东柳氏，四子：于光业、天宫寺僧住禅、于光祐、于光彦

### 子孙
- 子光宰，都官郎中
- 子光弼
- 子光嗣，太中大夫、泗州刺史
  - 孙棻，朝散郎、某州司仓参军
    - 曾孙偁，某州录事参军
      - 玄孙季文（757年－813年），武宁县令，两子于纵、于约

  - 孫佶
- 子光寓[5]，银青光禄大夫、陈王傅
  - 孙偃，字攸宜，凉州府功曹参军，娶荥阳郑氏，生三子五女。长子小名瓘奴，次子薛九、三子同某
- 第五子光庭，朝议大夫、行闻喜县令[6]、上柱国、临淄县开国男